# Baander

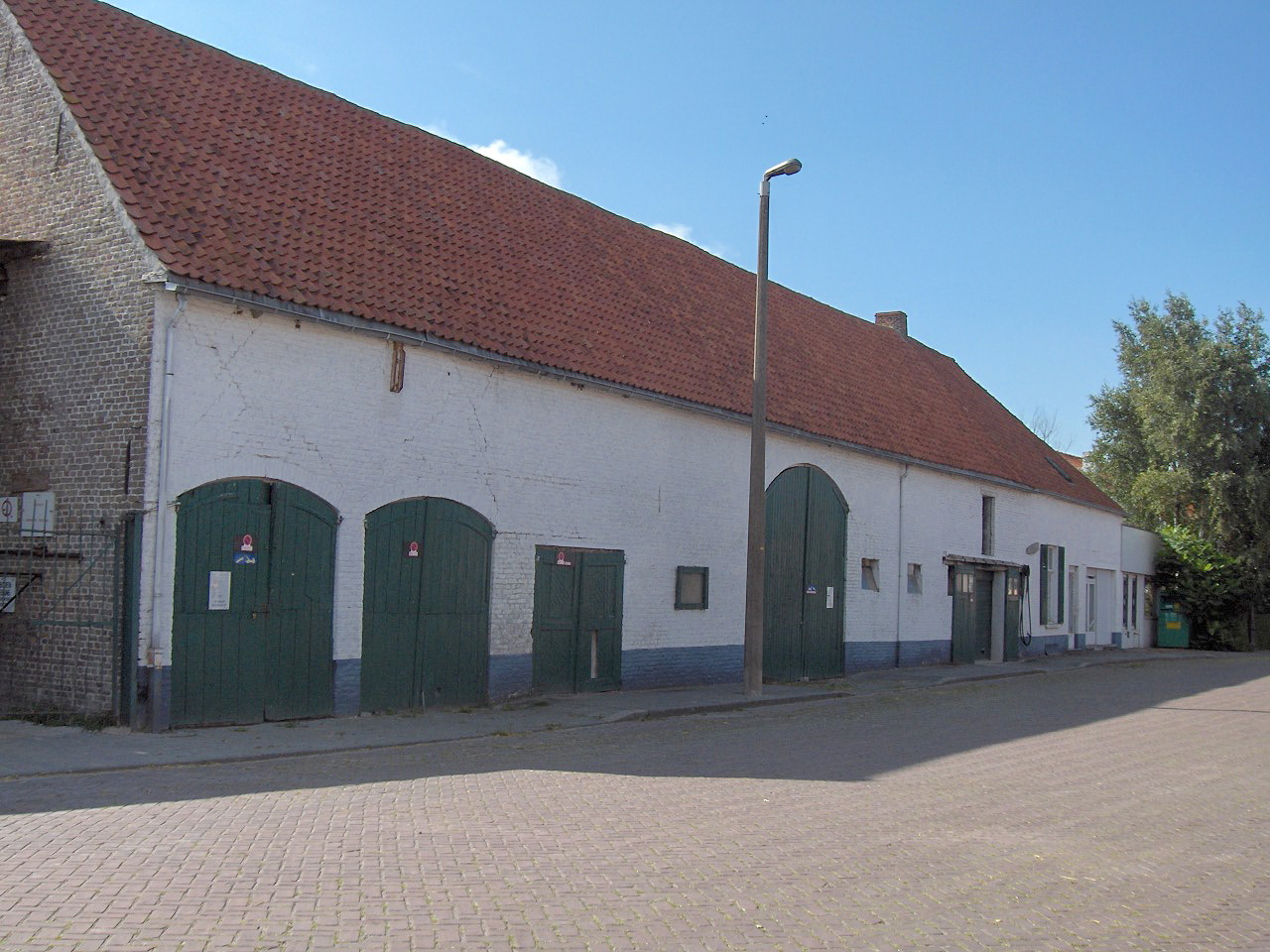
Rechts naast de lantaarnpaal bevindt zich de baander

Baander (ook: mendeuren of deeldeuren) zijn de grote, hoge, dubbele deuren die toegang verschaffen tot de bedrijfsruimte van een boerderij.

Boerderijen hadden deze grote deuren om een paard en hoog beladen wagen naar binnen te kunnen rijden om de oogst te laden en lossen op de deel.
In Twente noemt men deze ook de niendeuren. Aan stolpboerderijen noemt men deze ook de darsdeuren.

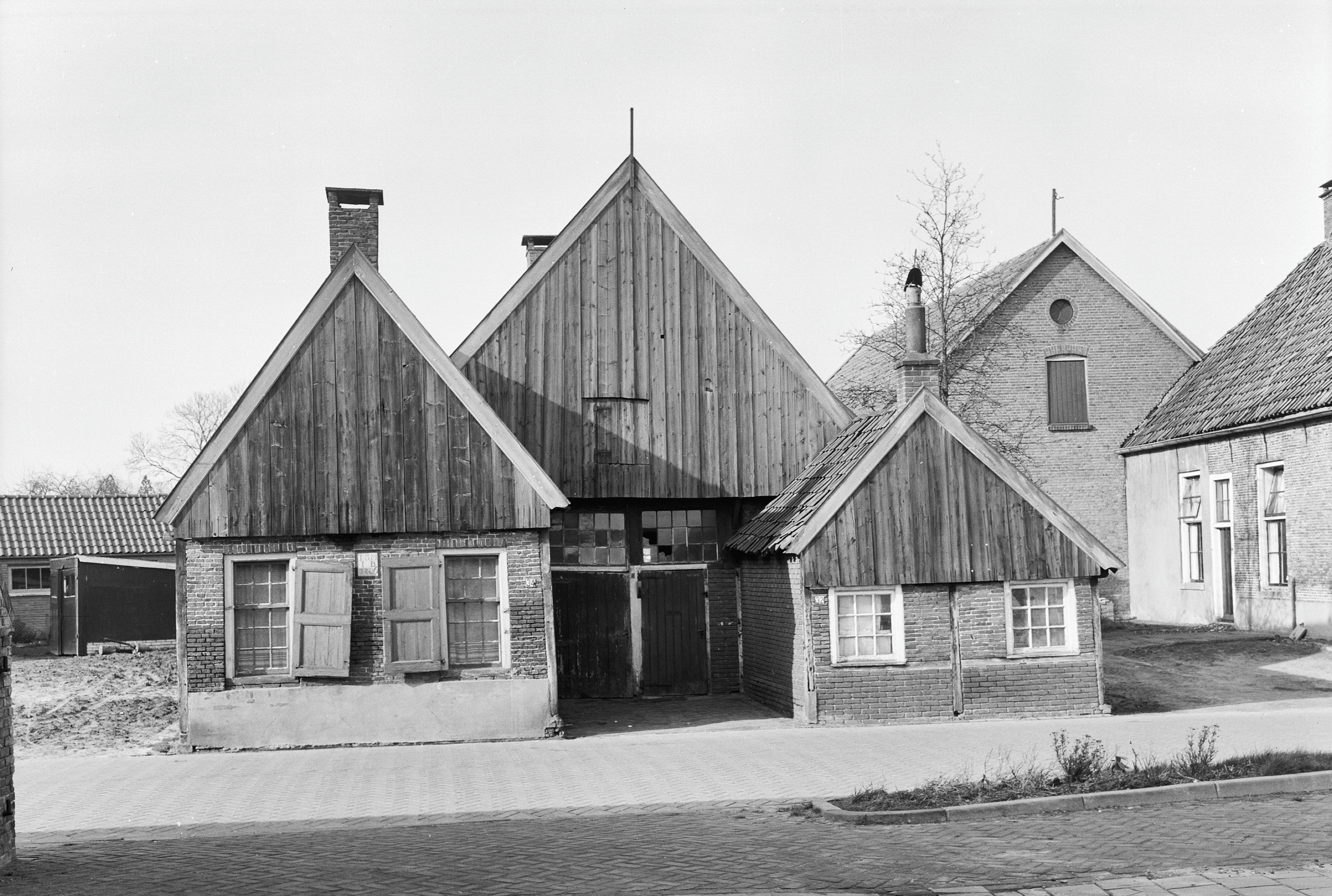
Niendeuren
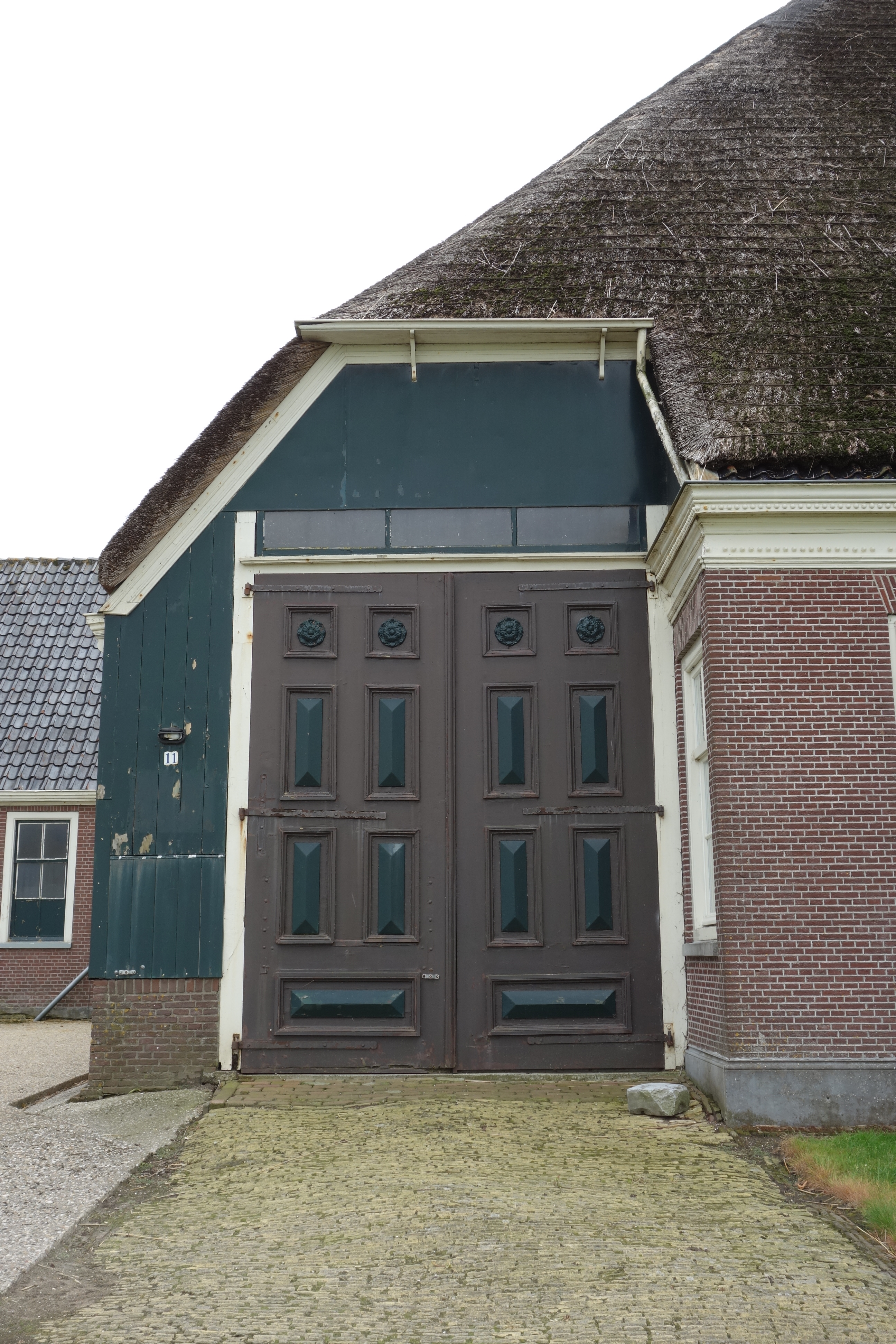
Darsdeuren